# الدوري الفنلندي الممتاز 1996
الدوري الفنلندي الممتاز 1996 (بالفنلندية: Veikkausliigan kausi 1996) هو موسم من الدوري الفنلندي الممتاز. فاز فيه نادي جاز.